# Marín (Familienname)
Marín ist ein spanischer Familienname. Zu Herkunft und Bedeutung siehe Marin.

## Namensträger
- Adrián Marín (Schauspieler), spanischer Schauspieler
- Adrián Marín Gómez (* 1997), spanischer Fußballspieler
- Adrián Marín Lugo (* 1994), mexikanischer Fußballspieler
- Antonio Marín Muñoz (* 1970), spanischer Schriftsteller
- Bárbaro Marín (* 1959), kubanischer Schauspieler
- Bartolomé Marín (1925–2010), spanischer Historiker
- Carlos Marín (1968–2021), spanischer Sänger (Bariton)
- Carolina Marín (* 1993), spanische Badmintonspielerin
- Edmond Marin La Meslée (1912–1945), französischer Pilot
- Encarnación Marín (La Sallago; 1919–2015), spanische Flamenco-Sängerin
- Enrique Pechuán Marín (1913–1983), argentinischer Geistlicher, römisch-katholischer Bischof von Cruz del Eje
- Ferran Marín i Ramos (* 1974), spanischer Herausgeber und Autor
- Félix Fermín Marín (* 1952), paraguayischer Fußballspieler
- Fidel León Cadavid Marín (* 1951), kolumbianischer Priester, Bischof von Sonsón-Rionegro
- Francisco Marín (1920–1983), spanischer Kameramann
- Francisco A. Marcos Marín (* 1946), spanischer Linguist, Hochschullehrer
- Francisco de Paula Marín (1774–1837), Gartenbaufachmann
- Francisco Guerrero Marín (1951–1997), spanischer Komponist
- Francisco Rodríguez Marín (1855–1943), spanischer Dichter, Romanist, Hispanist, Ethnologe und Lexikograf
- Germán Marín (1934–2019), chilenischer Journalist und Schriftsteller
- Gladys Marín (1937–2005), chilenische Politikerin
- Gloria Marín (1919–1983), mexikanische Schauspielerin
- Guadalupe Marín (1895–1983), mexikanische Muse, Modell und Schriftstellerin
- Guillermo Marín (Schauspieler, 1905) (1905–1988), spanischer Schauspieler
- Guillermo Marín (Schauspieler, 1938) (1938–2018), argentinischer Schauspieler
- Hedgardo Marín (* 1993), mexikanischer Fußballspieler
- Hugo Alberto Torres Marín (* 1960), kolumbianischer Priester, Erzbischof von Santa Fe de Antioquia
- Iván Antonio Marín López (* 1938), kolumbianischer Priester, Erzbischof von Popayán
- Jimmy Marín (* 1997), costa-ricanischer Fußballspieler
- Jorge García Marín (* 1980), spanischer Radrennfahrer
- José Marín (Komponist) (um 1619–1699), spanischer Komponist
- José Marín (Leichtathlet) (* 1950), spanischer Geher
- José Escolástico Marín († 1846), salvadorianischer Politiker
- José Gaspar Marín (1772–1839), chilenischer Anwalt und Politiker
- José Maria Marin (* 1932), brasilianischer Politiker und Fußballfunktionär
- Juan Marín (Schriftsteller) (1900–1963) chilenischer Schriftsteller
- Juan Marín (Judoka) (* 1952), puerto-ricanischer Judoka
- Juan Marín (Politiker) (* 1962), spanischer Unternehmer und Politiker der Partei Ciudadanos
- Juan Antonio Marín (* 1975), costa-ricanischer Tennisspieler
- Juan Alvarado Marín (* 1948), mexikanischer Fußballspieler und -trainer
- Luis Marín (Schauspieler) (José Luis Marín Gutiérrez; 1932–2022), spanischer Schauspieler
- Luis Marín (Fußballspieler, 1974) (* 1974), costa-ricanischer Fußballspieler
- Luis Marín (Fußballspieler, 1983) (* 1983), chilenischer Fußballtorhüter
- Luis Marín Loya, mexikanischer Schriftsteller
- Luis Marín Navarro (1942–2012), spanischer Geistlicher, Generalvikar von Albacete
- Luis Marín de San Martín, (* 1961) spanischer Ordensgeistlicher und Kurienbischof
- Luis Miguel Cantón Marín (1938–1990), mexikanischer Geistlicher, Bischof von Tapachula
- Luis Muñoz Marín (1898–1980), puerto-ricanischer Dichter, Journalist und Politiker
- Manolo Marín (* 1934 oder 1936), spanischer Flamenco-Tänzer und Choreograf
- Manuel Marín (Politiker) (1949–2017), spanischer Politiker
- Manuel Marín (Bildhauer) (* 1951), mexikanischer Bildhauer
- Manuel Marín (Schriftsteller) (* 1970), costa-ricanischer Schriftsteller und Musiker
- Manuel Marín (Ornithologe), chilenischer Ornithologe und Autor
- Mercedes Marín Del Solar (1804–1866), chilenische Dichterin und Frauenrechtlerin
- Miguel Marín (1945–1991), argentinischer Fußballspieler
- Pablo Antón Marín Estrada (* 1966), spanischer Autor
- Pedro Marín (* 2004), kolumbianischer Leichtathlet
- Rafael Hernández Marín (1892–1965), puerto-ricanischer Komponist
- Rodrigo Marín Bernal (1931–2014), kolumbianischer Politiker
- Sergio Mota Marín (* 1941), mexikanischer Botschafter
- Tomás Marín González de Poveda (1650–1703), spanischer Offizier, Kolonialadministrator und Gouverneur von Chile
- Valentí Marín (1872–1936), spanischer Notar, Schachspieler, Schachkomponist und Sachbuchautor
- Vladimir Marín Ríos (* 1979), kolumbianischer Fußballspieler